# Daniel Rinner
Daniel Rinner (* 11. November 1990 in Vaduz) ist ein ehemaliger liechtensteinischer Strassenradrennfahrer.
Daniel Rinner wurde 2007 Liechtensteinischer Vizemeister im Strassenrennen und 2008 wurde er Vizemeister im Einzelzeitfahren. Seit der Saison 2009 fuhr er für das österreichische Tyrol Team. In seinem ersten Jahr dort wurde er Achter der Gesamtwertung bei der Mainfranken-Tour. In der Saison 2010 gewann er die beiden nationalen Titel im Einzelzeitfahren und im Strassenrennen.

## Erfolge
2010
- Liechtensteinischer Meister – Einzelzeitfahren
- Liechtensteinischer Meister – Strassenrennen

2012
- Liechtensteinischer Meister – Strassenrennen

## Teams
- 2009 Tyrol-Team Radland Tirol
- 2010 Tyrol Team
- 2011 Tyrol Team
- 2012 Team Vorarlberg
- 2013 Team Vorarlberg